# NGC 5282
NGC 5282 is een elliptisch sterrenstelsel in het sterrenbeeld Jachthonden. Het hemelobject werd op 22 mei 1881 ontdekt door de Franse astronoom Édouard Jean-Marie Stephan.

## Synoniemen
- UGC 8687
- MCG 5-32-75
- ZWG 161.133
- NPM1G +30.0310
- PGC 48614